# Lac Shadow
Pour les articles homonymes, voir Shadow.
Le lac Shadow (en anglais : Shadow Lake) est un lac américain dans le comté de Shasta, en Californie. Il est situé à 2 320 mètres d'altitude au sein de la Lassen Volcanic Wilderness, dans le parc national volcanique de Lassen. Il mesure 334 m de longueur par 275 m de largeur, et sa superficie est de 5,42 hectares.